# Ernst Drewes
Ernst Georg Conrad Johannes Drewes (* 21. März 1903 in Cadenberge; † 28. April 1991 in Braunschweig) war ein deutscher Verwaltungsbeamter und Politiker.

## Leben
Als Sohn eines Pastors geboren, studierte Drewes nach dem Besuch des Martino-Katharineums Braunschweig Theologie und Philosophie, dann Rechtswissenschaften in Erlangen, Göttingen und München. Während seines Studiums wurde er 1920 Mitglied der Burschenschaft der Bubenreuther. Nachdem er 1923 sein Theologiestudium abgeschlossen hatte, legte er 1925 seine Erste Juristische Staatsprüfung ab. Das folgende Referendariat beendete er 1930. Zum 1. April 1933 trat er der NSDAP bei (Mitgliedsnummer 1.782.037). 1935 wurde er Regierungsrat im Innenministerium Preußens und des Reiches. Von 1935 bis 1936 war er Landrat in Eisleben, dann bis 1940 Landrat des Mansfelder Seekreises, und dann bis 1945 des Landkreises Rotenburg (Wümme). Er war in dieser Zeit auch im Landkreis Gifhorn zuständig. 1949 wurde er Verwaltungsgerichtsrat in Gifhorn und ging 1951 zur Regierung in Lüneburg, wo er 1952 Oberregierungsrat wurde. 1954 wurde er Regierungsdirektor im Niedersächsischen Innenministerium und 1955 Regierungsvizepräsident beim Verwaltungspräsidium Braunschweig. 1968 ging er in den Ruhestand. 1968 erhielt er das Verdienstkreuz 1. Klasse.